# Brembo
Brembo S.p.A. — итальянский производитель автомобильных тормозных систем, в основном использующихся на спортивных и гоночных автомобилях и мотоциклах. Штаб-квартира находится в Бергамо, недалеко от Милана.

## История

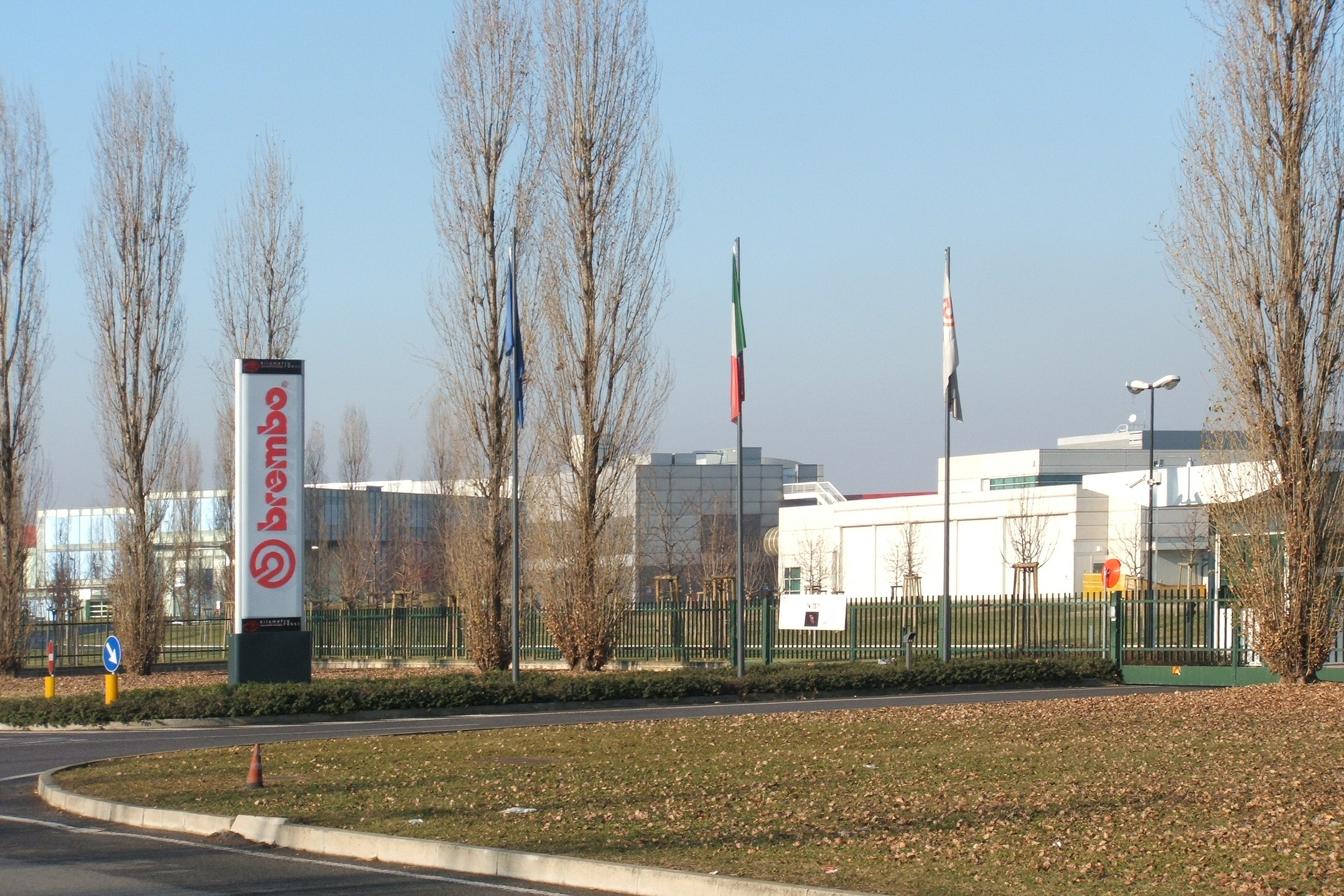
Завод Brembo

Компания основана Эмилио Бомбассеи и Итало Бреда в 1961 году в Италии в городе Бергамо. Вскоре после создания компания сузила свою специализацию до производства тормозных механизмов, которые в то время поставлялись из Великобритании. В 1964 году компания заключила договор с Alfa Romeo, а в 1966 стала основным поставщиком тормозных механизмов для компании Moto Guzzi.
В 1980-х Brembo начала сотрудничать с BMW, Chrysler, Ferrari, Mercedes-Benz, Nissan и Porsche. В 1995 году компания стала акционерным обществом и впервые выставила свои акции на продажу на Миланской фондовой бирже.
Штаб-квартира расположена в Бергамо. Штат составляет более 6000 сотрудников, работающих на заводах в Италии и в филиалах в Бразилии, Китае, Японии, Мексике, США, Польше, Испании, Швеции и Великобритании.
В 2000 году компания приобрела производителя гоночных тормозных систем и сцеплений AP Racing, базировавшегося в Великобритании.
9 ноября 2007 года северо-американское подразделение Brembo приобрело подразделение Hayes Lemmerz, производящее тормозные компоненты. Сумма сделки составила 39,6 млн евро; в сумму сделки входили заводы, расположенные в городе Хомере штата Мичиган и в городе Аподаке в Мексике, а также около 250 сотрудников.
Согласно официальному пресс-релизу на 21 мая 2014 года, Brembo объявила о расширении объекта в штате Мичиган и вложении в расширение 83 млн евро. 2 декабря 2014 года компания объявила о планах инвестировать 32 млн евро в постройку нового завода площадью 31 500 квадратных метров, который сможет производить около 2 млн алюминиевых тормозных суппортов в год. Ожидаемый ввод в эксплуатацию был намечен на 2016 год, а выход на полную производственную мощность планировался к концу 2018 года.
Заместитель председателя совета акционеров компании Brembo Маттео Тирабоши 5 марта 2015 года объявил об увеличении продаж за 2014 года на 15 % и увеличении выручки до 1,8 млрд евро, а также об увеличении чистой прибыли на 45 % до 129,1 млн евро. Он также отметил, что возможности приобретении активов были изучены с акцентом на автомобильную и авиационную промышленность.

## Продукция
Brembo специализируется на производстве тормозных систем и их компонентов, а также проведении исследований в области тормозных систем, с целью их улучшения. Brembo продает более 1300 продуктов по всему миру, наиболее известны их тюнинговые тормозные компоненты, включающие в себя тормозные суппорты, барабаны, тормозные диски и тормозные шланги. За исключением Северо-Американского рынка, Brembo владеет литейными заводами и поставляет металлы на свои же заводы, это позволяет контролировать качество на всем протяжении технологического процесса, от выплавки металла до конечного продукта. Компания Brembo владеет сертификатами качества QS9000 и ISO 9001.

## Автоспорт и мотоспорт
Тормозные системы производства Brembo используются значительным числом команд Формулы-1, включая команду Ferrari, также компания является основным поставщиком тормозных систем для команд MotoGP. C 2012 года Brembo является официальным поставщиком тормозных систем для серии IRL IndyCar.

## Бренды, входящие в Brembo Group
- AP — автомобильные тормозные системы
- AP Racing — гоночные мотоциклетные и автомобильные тормозные системы и сцепления
- Breco — тюнинговые диски и тормоза
- Brembo — тормозные системы высшего класса
- ByBre — тормозные системы для небольших и средних скутеров и мотоциклов в Бразилии, России, Индии, Китае и Юго-Западной Азии
- Marchesini — колёсные диски
- Sabelt — оборудование пассивной безопасности (включая ремни безопасности, автомобильные сиденья и детские автокресла).
- Villar - колесные диски (вторичный рынок).
- J.Juan - тормозные системы для мотоциклов.